# Eusebio Calonge y Fenollet
Eusebio Calonge y Fenollet (Vitòria, 15 de desembre de 1813-Madrid, 28 d'octubre de 1873) va ser un militar, polític i diplomàtic espanyol, ministre durant el regnat d'Isabel II d'Espanya.

## Biografia
Pertanyia a una família d'origen català. El 1827 assolí el grau de cadet a l'Acadèmia Militar de Sevilla i va lluitar en la Primera Guerra Carlina del costat d'Isabel II i participà en les campanyes del Maestrat contra el cap carlí Ramon Cabrera i Griñó, raó per la qual va rebre la Creu Llorejada de Sant Ferran. També lluità en la Segona Guerra Carlina (1848), després de la qual aconseguí el grau de tinent general.
Adscrit políticament al Partit Moderat, va haver d'exiliar-se durant la Regència de Baldomero Espartero (1841). Va tornar a Espanya en 1843 per ocupar un escó de Diputat per Terol en 1844, per Tíjola en 1846 i per Montalbán en 1850. Entre 1852 i 1854 ocupa la Capitania General de Navarra, i anteriorment havia ocupat la de Campo de Gibraltar i les Illes Canàries. En 1853 també fou nomenat senador vitalici.
Durant el darrer govern de Ramón María Narváez (1866-1868) va ocupar interinament el Ministeri de Marina durant tres dies i el Ministeri d'Estat fins a juny de 1867, any en què també fou vicepresident del Senat d'Espanya. Fou guardonat amb la gran creu de l'Orde de la Torre i de l'Espasa. En el moment de l'esclat de la revolució de 1868 era capital general de Valladolid i es posà de part d'Isabel II, participant en la repressió dels revoltats a Santander. En 1870 fou donat de baixa de l'exèrcit per atribuir-se la presidència del Senat. Readmès novament en l'exèrcit, en fou expulsat novament en negar-se a reconèixer com a rei Amadeu de Savoia. En 1873 fou readmès i donat de baixa una tercera vegada.